# Steen Ledet Christiansen
Steen Ledet Christiansen (født 23. juli 1973) er professor ved Institut for Kultur og Læring ved Aalborg Universitet, hvor han er en del af forskningsgruppen ”Litteratur, medier og samfund”. Hans forskningsområde er visuel populærkultur. Han underviser i visuel kultur, medieanalyse, medie-, kultur- og litteraturhistorie.

## Uddannelse
Steen Ledet Christiansen har en kandidat i engelsk fra 2001 ved Aalborg Universitet, hvor han også tog sin i Ph.d. i engelsk, som han fik tildelt i 2007.

## Publikationer

### Bøger
- Drone Age Cinema: Action Film and Sensory Assault (I.B.Tauris 2016)
- Postbiological Science Fiction (Mellen Press 2019)
- The New Cinematic Weird: Atmospheres and Worldings (Lexington Books 2021)

### Andre udvalgte publikationer
- “The Morph-Image: Four Forms of Post-Cinema,” in Philosophy and Film: Bridging Divides. Rawls, C., Neiva, D. & Gouveia, S. S. (eds.). Routledge, p. 49-63.
- “Mediating Potency and Fear: Action Movies’ Affect,” in Cultural Studies. 32, 1, p. 43-62.
- “Metamorphosis and Modulation: Darren Aronofsky’s BLACK SWAN”, Post-Cinema: Theorizing 21st-century film. Denson, S. & Leyda, J. (eds.). Falmer: REFRAME Books, n.p.
- “Deja Vu: Textures of Time”, in: Movie: A Journal of Film Criticism. 6, p. 19-26.·